# شباه
الشِّباه أو تشابه النسق أو التناظرية (بالإنجليزية: Homology)‏ ويُعرَّب إلى الهومولوجيا، هو دالة من بنية رياضية إلى بنية من نفس النوع، بحيث تحافظ على الخواص الأساسية، أشهر أمثلة الشباه هو دالة اللوغاريتم والتي تعتبر شباهاً بين زمرة الأعداد الحقيقية الموجبة مع عملية الضرب وزمرة الأعداد الحقيقية مع عملية الجمع. يستخدم الشباه في الرياضيات لتصنيف البنى والكائنات الرياضية، فوجود شباه بين بنيتين رياضيتين يعني تشابههما في كثير من الجوانب، ويسمى الشباه تشاكلا إذا كانت دال الشباه تطبيقًا متباينًا، وفي هذه الحالة تعتبر البنيتان معبرتين عن كائن رياضي واحد.

## الشباه بينالزمر
إذا كان كلا من (G, *) و(H, #) زمرة وكانت {\displaystyle f\colon G\rightarrow H} دالة تحقق f(a * b)= f(a) # f(b لأي عنصرين {\displaystyle a,b} من {\displaystyle G} فإن {\displaystyle f} تسمى شباهاً بين الزمرتين.
من الأمثلة المعتادة للشباهات:
- دالة اللوغاريتم بين زمرة الأعداد الحقيقية الموجبة مع عملية الضرب وزمرة الأعداد الحقيقية مع عملية الجمع.
- الدالة {\displaystyle h\colon \mathbb {Z} \rightarrow \mathbb {Z} _{n}} المعرفة ب: {\displaystyle h(a)} تساوي باقي قسمة a على n هي الشباه بين الزمرتين.

## الشباه فيالطوبولوجيا
إذا كان كل من {\displaystyle X} و{\displaystyle Y} فضاءات طوبولوجية وكانت {\displaystyle f\colon X\rightarrow Y} دالة بحيث كانت الصورة العكسية لكل مجموعة مفتوحة في {\displaystyle Y} هي مجموعة مفتوحة في {\displaystyle X} فإن {\displaystyle f} يسمى شباهًا طوبولوجيًا بين الفراغين.